# Chuthayut Klatalubom
Chuthayut Klatalubom (thailändisch จุฑายุทธ กล้าตลุมบอน, * 7. Juli 1998) ist ein thailändischer Fußballspieler.

## Karriere
Chuthayut Klatalubom steht seit 2019 beim Kasetsart FC unter Vertrag. Der Verein aus der thailändischen Hauptstadt Bangkok spielte in der zweithöchsten Liga, der Thai League 2. Sein Zweitligadebüt für Kasetsart gab er am 25. Oktober 2010 (11. Spieltag) im Auswärtsspiel beim Khon Kaen FC. Hier wurde er in der 77. Minute für Anan Surattanasin eingewechselt.